# Styphelioideae
Styphelioideae é uma subfamília de plantas dicotiledóneas da família Ericaceae. Segundo Watson & Dallwitz, ela compreende 400 espécies repartidas por 31 géneros:
- Acrotriche, Andersonia, Archeria, Astroloma, Brachyloma, Choristemon, Coleanthera, Conostephium, Cosmelia, Cyathodes, Cyathopsis, Decatoca, Dracophyllum, Epacris, Lebetanthus, Leucopogon, Lissanthe, Lysinema, Melichrus, Monotoca, Needhamiella, Oligarrhena, Pentachondra, Prionotes, Richea, Rupicola, Sphenotoma, Sprengelia, Styphelia, Trochocarpa, Woolsia.

Sao pequenas árvores ou arbustos, de folhas persistentes das zonas temperadas a tropicais da região do Pacífico (principalmente na Austrália).
O sistema APG II incorporou a então família Empetraceae nas Ericaceae.